# Střelice (Dél-plzeňi járás)
Střelice település Csehországban, a Dél-plzeňi járásban. Střelice Hradec, Holýšov és Stod településekkel határos. Lakosainak száma 145 fő (2024. január 1.).

## Népesség
A település lakosságának változását az alábbi diagram mutatja:
| Lakosok száma | 178  | 165  | 183  | 133  | 108  | 118  | 139  | 141  | 136  | 145  |
|               | 1869 | 1890 | 1921 | 1950 | 1980 | 2001 | 2017 | 2019 | 2022 | 2024 |